# Fricke
Fricke ist ein Familienname.

## Herkunft und Bedeutung
Der Name geht auf eine Kurzform des Vornamens Friedrich zurück, die vorwiegend im niederdeutschen Sprachraum verbreitet war.

## Namensträger

### A
- Adib Fricke (* 1962), deutscher Künstler
- Adolf Fricke (Musiker) (1860–1931), deutscher Trompeter, Mitglied im Gewandhausorchester in Leipzig
- Adolf Fricke (Heimatforscher) (1874–1950), deutscher Landwirt, Standesbeamter und Heimatforscher
- Alex Fricke (1905–1955), deutscher Radrennfahrer
- Andreas Fricke (Münzmeister), deutscher Münzmeister
- Andreas Fricke (Ingenieur), deutscher Ingenieur und Hochschullehrer
- Anne-Kathrin Fricke (* 1960), deutsche Juristin und Richterin am Bundesverwaltungsgericht
- Arnold Fricke (1913–1986), deutscher Mathematikpädagoge, Universitätsprofessor, Schulbuchautor
- August Fricke (Architekt) (1827–1895), deutscher Architekt
- August Fricke (Maler) (August Hermann Fricke; 1875–1948), deutscher Maler
- August Fricke (Politiker) (1880–1965), deutscher Politiker (SPD)
- August Ludwig Fricke (1829–1894), deutscher Sänger (Bass) und Maler

### B
- Beate Fricke (* 1974), deutsche Kunsthistorikerin
- Bruno Fricke (1900–1985), deutscher politischer Aktivist und Funktionär (NSDAP, Schwarze Front, DSP)
- Burkhard Fricke (* 1941), deutscher Physiker und Hochschullehrer

### C
- Christel Fricke (* 1955), deutsche Philosophin und Professorin
- Christiane Fricke (* 1958), deutsche Kunsthistorikerin, Journalistin, Kunstkritikerin und Autorin
- Corinna Fricke (* 1962), deutsche Diplomatin

### D
- Dieter Fricke (Historiker) (* 1927), deutscher Historiker
- Dieter Fricke (Wirtschaftswissenschaftler) (* 1936), deutscher Wirtschaftswissenschaftler

### E
- Eberhard Fricke (1931–2013), deutscher Verwaltungsjurist
- Emil Fricke (Pseudonym Julius Jasomir; 1876–1954), deutscher Mundartdichter (plattdeutsch)
- Erich Fricke (1876–nach 1941), deutscher Maler und Grafiker
- Ernst Fricke (Sportfunktionär) (1906–1978), deutscher Sportfunktionär
- Ernst Fricke (Politiker) (1912–1983), deutscher Politiker (SPD)

### F
- Ferdinand Wilhelm Fricke (1863–1927), deutscher Lehrer und Sportvereingründer
- Florian Fricke (1944–2001), deutscher Musiker
- Friedrich Fricke (Politiker) (1892–1988), deutscher Politiker (FDP)
- Friedrich August Fricke (1784–1858), deutscher Zeichner und Lithograph
- Friedrich Wilhelm Fricke (1810–1891), deutscher Schriftsteller
- Fritz Fricke (1892–1988), deutscher Heimatdichter, Heimatpfleger und Bürgermeister

### G
- Gerd Fricke (1890–1968), deutscher Hörspielregisseur, -sprecher, Hörfunkmoderator und Schauspieler
- Gerhard Fricke (Germanist) (1901–1980), deutscher Germanist, Literaturwissenschaftler und -historiker
- Gerhard Fricke (Physiker) (1921–2024), deutscher Physiker und Hochschullehrer
- Gustav Fricke (Architekt) (1874–1927), deutscher Architekt
- Gustav Adolf Fricke (1822–1908), deutscher protestantischer Theologe
- Gustavo Fricke (* 1919), mexikanischer Fußballspieler und -funktionär

### H
- Hans Fricke (Diplomat) (1890–1967), deutscher Diplomat
- Hans Fricke (Designer) (1906–1994), deutscher Designer
- Hans Fricke (Ingenieur) (1913–2004), deutscher Eisenbahningenieur
- Hans Fricke (Widerstandskämpfer) (1926–2015), deutscher Widerstandskämpfer
- Hans Fricke (Biologe) (* 1941), deutscher Biologe und Tierfilmer
- Hans-Dierk Fricke, deutscher Militärhistoriker und Publizist
- Hans-Joachim Fricke (1904–1974), deutscher Politiker (DP)
- Hans Martin Fricke (1906–1994), deutscher Architekt
- Hans Werner Fricke (Pseudonym H. L. Fahlberg; * 1916), deutscher Autor
- Harald Fricke (1949–2012), deutscher Literaturwissenschaftler
- Harald Fricke (Journalist) (1963–2007), deutscher Kulturjournalist
- Hartmut Fricke (* 1967), deutscher Verkehrswissenschaftler und Hochschullehrer
- Heinrich Fricke (1860–1917), deutscher Maler
- Heinrich Fricke (Leichtathlet) (1898–1969), deutscher Leichtathlet
- Heinrich Karl Fricke (auch Karl Fricke; 1884–1945), deutscher Kaufmann und Konsul
- Heinz Fricke (1927–2015), deutscher Dirigent und Generalmusikdirektor
- Helmut Fricke (* 1954), deutscher Fotograf
- Helmuth Fricke (1933–2013), deutscher Verleger und Heimatforscher
- Hermann Fricke (Baumeister) (1851–1906), deutscher Baumeister
- Hermann Fricke (Unternehmer) (um 1870–1950), deutscher Unternehmer
- Hermann Fricke (Physiker) (1876–1949), deutscher Physiker, Mathematiker und Chemiker
- Hermann Fricke (Maler) (1886/1887–1966), deutscher Maler
- Hermann Fricke (General) (1890–1946), deutscher Generalmajor der Luftwaffe
- Hermann Fricke (Literaturhistoriker) (1895–1982), deutscher Literaturhistoriker und Bibliothekar
- Hermann Fricke (Politiker) (1898–1952), deutscher Politiker (CDU)
- Holger Fricke (* 1959), deutscher Politiker (BIW, Bündnis Deutschland), MdBB
- Hugo Fricke (1892–1972), dänisch-amerikanischer Physiker
- Hugo Fricke (Bratschist) (1906–1995), deutscher Violinist, Bratschist und Komponist

### J
- Janie Fricke (* 1947), US-amerikanische Country-Sängerin
- Jobst Fricke (* 1930), deutscher Musikwissenschaftler
- Jochen Fricke (* 1938), deutscher Physiker und Wissenschaftsjournalist
- Johann Carl Georg Fricke (1790–1841), deutscher Chirurg
- Johann Heinrich Fricke (1740–1775), deutscher Jurist
- Johann Heinrich Gottlieb Fricke (1763–1823), deutscher Mediziner, Physiker und Hochschullehrer

### K
- Karl Fricke (Pädagoge) (1852–1915), deutscher Lehrer und Autor
- Karl Fricke (1884–1945), deutscher Kaufmann und Konsul, siehe Heinrich Karl Fricke
- Karl Fricke (Geodät) (1908–1993), deutscher Geodät, Lehrer und Herausgeber
- Karl-Walter Fricke (1912–2006), deutscher Architekt, Schwimmsporttrainer und -funktionär
- Karl Wilhelm Fricke (* 1929), deutscher Publizist und Herausgeber
- Kathrin Fricke, eigentlicher Name von Coldmirror (* 1984), deutsche Netzkünstlerin
- Klara Fricke (1871–1951), deutsche Aktivistin in der Frauenbewegung und Jugendfürsorge
- Kurt Fricke (1889–1945), deutscher Admiral
- Kurt Fricke (Historiker) (* 1967), deutscher Historiker und Autor

### L
- Lars Fricke (* 1987), deutscher Internet-Comedian, Schauspieler und Sprecher
- Louis Fricke, deutscher Fotograf
- Louis Fricke (Unternehmer) (vor 1849–1908), deutscher Unternehmer und Firmengründer
- Ludolf Wilhelm Fricke (1840–1899), deutscher evangelischer Geistlicher, Pastor und Vorsteher des Stephansstiftes
- Ludwig Fricke (1893–1967), deutscher Generalmajor
- Lucy Fricke (* 1974), deutsche Autorin

### M
- Manfred Fricke (1936–2009), deutscher Ingenieur und Hochschullehrer
- Max Fricke, deutscher Fußballspieler, Norddeutscher Meister 1906

### O
- Otto Fricke (Schauspieler) (1874–1937), deutscher Schauspieler
- Otto Fricke (Admiral) (1894–1966), deutscher Konteradmiral
- Otto Fricke (Pfarrer) (1902–1954), deutscher Pfarrer
- Otto Fricke (Politiker, 1902) (1902–1972), deutscher Jurist, Unternehmer und Politiker (CDU)
- Otto Fricke (Politiker, 1965) (* 1965), deutscher Politiker (FDP)

### P
- Paul Fricke (1896–1961), deutscher evangelischer Pfarrer und Theologe
- Peter Fricke (* 1939), deutscher Schauspieler

### R
- Regine Kress-Fricke (* 1943), deutsche Autorin
- Reinhard Fricke (* 1931), deutscher Rheumatologe, Wegbereiter der Ganzkörperkältetherapie
- Richard Fricke (1894–nach 1948), deutscher Maler
- Robert Fricke (Mathematiker) (1861–1930), deutscher Mathematiker und Hochschullehrer
- Robert Fricke (Chemiker) (1895–1950), deutscher Chemiker und Hochschullehrer
- Rolf Fricke (1896–1988), deutscher Nationalökonom und Hochschullehrer
- Roman Fricke (* 1977), deutscher Hochspringer
- Ron Fricke (* 1953), US-amerikanischer Filmemacher
- Ronald Fricke (* 1959), deutscher Ichthyologe
- Rudolf Fricke (1899–1981), deutscher Grafiker und Heimatforscher

### S
- Siegfried Fricke (* 1954), deutscher Ruderer und Politiker (CDU)
- Stefan Fricke (* 1962), deutscher Politiker (Piraten)
- Stefan Fricke (Musikwissenschaftler) (* 1966), deutscher Musikwissenschaftler
- Susanne Fricke (* 1967), deutsche Psychologin und Expertin für Zwangs- und Zwangsspektrumstörungen
- Sven Fricke (* 1979), deutscher Schauspieler

### T
- Tassilo Fricke (* 1991), deutscher Radrennfahrer
- Thomas Fricke (* 1965), deutscher Journalist

### W
- Walburga Fricke (1936–2019), deutsche Politikerin (CSU), MdL Bayern
- Walter Fricke (Fotograf) (1889–1972), deutscher Fotograf
- Walter Fricke (Maler) (1893–1970), deutscher Maler
- Walter Ernst Fricke (1915–1988), deutscher Astronom und Kryptoanalytiker
- Walther Fricke (?–nach 1949), deutscher Architekt
- Werner Fricke (Geograph) (1927–2020), deutscher Anthropogeograph und Hochschullehrer
- Werner Fricke (* 1936), deutscher Sozialwissenschaftler
- Wilfried Fricke (1943–2013), deutscher Fußballspieler
- Wilhelm Fricke (Schriftsteller, 1809) (1809–1887), deutscher Schriftsteller, Schauspieler und Theaterintendant
- Wilhelm Fricke (Schriftsteller, I) (1839–1908), deutscher Lehrer und Schriftsteller
- Wilhelm Fricke (Schriftsteller, II) (1839–1915), deutscher Schriftsteller und Redakteur
- Wilhelm Fricke (Fotograf) (1843–1910), deutscher Fotograf und Autor
- Wilhelm Fricke (Sänger) (1860–1935), deutscher Opernsänger (Bariton)
- Wilhelm Fricke (Politiker) (1868–nach 1944), deutscher Politiker (DVP, DDP), MdL Braunschweig
- Wilhelm Fricke (Architekt) (1896–1964), deutscher Architekt
- Willem Fricke (1928–2009), deutscher Schauspieler
- Willi Fricke (Fußballspieler) (1913–1963), deutscher Fußballspieler
- Willi Fricke (Politiker) (1919–2000), deutscher Politiker (SPD)
- Wolfgang Fricke (Geologe) (1914–1980), deutscher Geologe
- Wolfgang Fricke (Musikpädagoge) (1933–2005), deutscher Musikpädagoge
- Wolfgang Fricke (Sozialpädagoge) (* 1944), deutscher Sozialpädagoge
- Wolfgang Fricke (Ingenieur) (* 1949), deutscher Ingenieur

### Y
- Yvonne Fricke (* 1979), deutsche Buchautorin, Podcasterin, Programmdirektorin und Dozentin